# Lispocephala paloloae
Lispocephala paloloae este o specie de muște din genul Lispocephala, familia Muscidae, descrisă de Malloch în anul 1928. Conform Catalogue of Life specia Lispocephala paloloae nu are subspecii cunoscute.